# یوهان سباستین ولهاون
یوهان سباستین ولهاون،(به انگلیسی: Johan Sebastian Welhaven) (۲۲ دسامبر ۱۸۰۷ در برگن - ۲۱ اکتبر ۱۸۷۳ در کریستیانیا) یک نویسندهٔ اهل نروژ بود. 
 یوهان سباستین ولهاون، دانش‌آموخته مدرسه کلیسای جامع برگن بود.

## آغاز فعالیت اجتماعی
یوهان سباستین ولهاون، در سال ۱۸۲۵ میلادی، دانشجو و یکی از مردان جوان محافل سیاسی مؤثر زمان خود بود. یوهان سباستین ولهاون، نقش مهمی در مبارزات و تحولات فرهنگی دههٔ ۱۸۳۰ در نروژ داشت. مبارزه ای که از یک سو علیه رادیکالیسم هنریک ورگلاند، مرز می‌کشید و از سوی دیگر به وطن‌پرستی افراطی نسل‌های گذشته معترض بود. اختلاف عقیدهٔ یوهان سباستین ولهاون و هنریک ورگلاند از یک نشریهٔ مصور دانشجویی، با تعویض نامه‌های سرگشاده، آغاز شد و بعد با انتشار مقالات تند و گاه توهین آمیز در روزنامه‌های کثیرالانتشار نروژ شدت گرفت.

## بستگی خویشاوندی و نسب خارجی
یوهان سباستین ولهاون، پسر یک کشیش بیمارستان بود. هر چند یوهان، در برگن به دنیا آمده و به این دلیل نروژی محسوب می‌شود، اما اجداد وی، هم از طرف پدری و هم مادری خارجی بودند.
نسب یوهان سباستین ولهاون، از طرف پدر، به آلمان و از طرف مادر به دانمارک می‌رسد. پدر بزرگ پدری یوهان سباستین ولهاون، در جوانی از آلمان به نروژ مهاجرت کرده و ضمن اشتغال به کار، اول به عنوان معلم و بعد به عنوان خادم کلیسای آلمانی‌ها، در برگن، ساکن شده بود. پدر یوهان سباستین ولهاون، کشیش بیمارستان جذامیان در برگن بود. مادر وی نیز دختر یک روحانی کشیش و دانمارکی‌تبار بود.
مادر یوهان سباستین ولهاون، با یوهان لودویگ هایبرگ، شاعر و نویسندهٔ سرشناس دانمارکی، خویشاوندی نزدیک داشت. یک رابطهٔ نزدیک خویشاوندی که به نوبهٔ خود در شکل‌گیری شخصیت یوهان سباستین ولهاون، به عنوان یک ادیب بسیار مؤثر بود.

## انگیزه و الهام

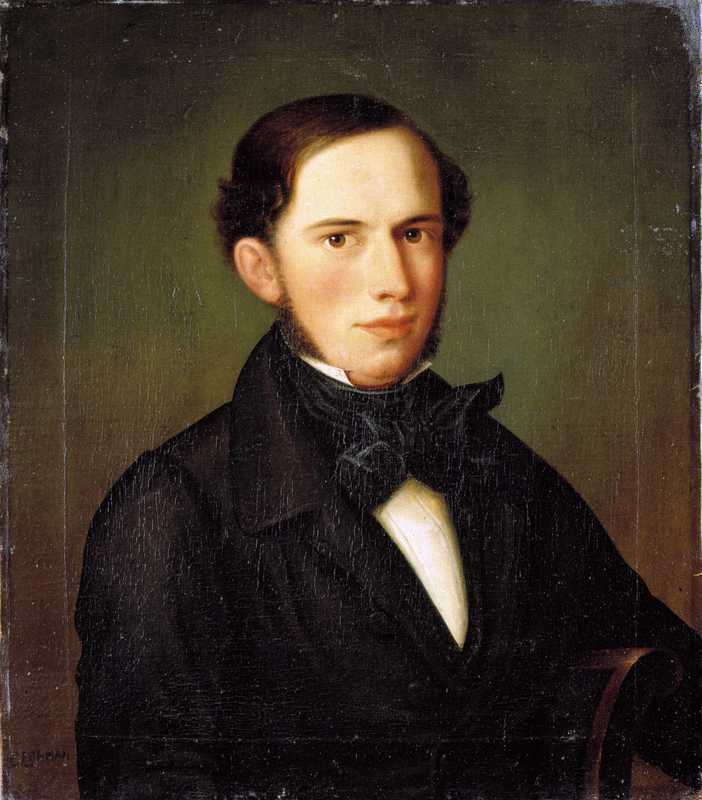
تصویر یوهان سباستین ولهاون، که در سال ۱۸۴۲ توسط یک هنرمند دانمارکی- نروژی کشیده شده‌است.

یوهان سباستین ولهاون، آثار یوهان لودویگ هایبرگ و فریدریش شیلر را مطالعه کرده و از آنها تأثیر گرفته بود. در سال ۱۸۳۴ میلادی او اشعاری را منتشر کرد که در محافل ادبی و سیاسی آن زمان بحث‌انگیز بود. در این اثر یوهان سباستین ولهاون، از نروژ تصویری با طبیعتی زیبا اما سخت، ارائه می‌دهد ضمن آنکه از میهن‌پرستی افراطی و ساده لوحانهٔ زمانه گلایه می‌کند. اما آثار یوهان سباستین ولهاون، شاید بیش از هر چیز تحت تأثیر از دست دادن نامزدش بود که در سال ۱۸۴۰ در گذشت و بر دل شاعر زخمی به جای گذاشت که هرگز التیام پیدا نکرد. این خاطره تلخ و علاقه عاشقانه یوهان سباستین ولهاون، به زیبایی‌های طبیعت نروژ از این دوره به بعد مهم‌ترین انگیزه و الهام بخش وی در خلق آثار ادبی است.

## تجربه مدرسه نقاشی
یوهان سباستین ولهاون، بین سالهای ۱۸۱۷ تا ۱۸۲۵ میلادی، دانش آموز مدرسه کلیسای جامع برگن بود. مدرسه ای ممتاز در آن زمان که بسیاری از دانش آموختگانش در صدر امور قرار می‌گرفتند. در این مدرسه یوهان سباستین ولهاون، نزد شاعر و مربی نوآور و هنردوست، لیدر ساگن، مدتی را به یادگیری زبان مادری خود مشغول بود. لیدر ساگن، که متخصص امور تربیتی بود؛ با مطالعه و کشف ظرفیت و تشخیص نوع استعداد در یوهان سباستین ولهاون، وی را هدایت و تشویق در جهت مطالعه هنرهای تجسمی و نظریات زیبایی‌شناسی کرد. این مقدمه ای بود تا یوهان سباستین ولهاون، در یک مدرسه نقاشی که لیدر ساگن، خود در سال ۱۸۲۴ میلادی تأسیس کرده بود مشغول یادگیری هنر طراحی و نقاشی شود. یوهان سباستین ولهاون، اولین زمستان بعد از امتحانات پایانی مدرسه متوسطه را در این مدرسه مشغول به تمرین نقاشی و کسب تجربه بود، اما وقتی از نظر یوهان کریستین دال، که موفق‌ترین نقاش منطقه در آن زمان بود، در مورد ضعیف بودن کارهای خود با خبر شد، از ادامه هنر نقاشی دلسرد شد و تلاش خود را روی زبان و ادبیات متمرکز کرد.